# ГЕС Kareeya (Tully Falls)
ГЕС Kareeya (Tully Falls) — гідроелектростанція на північному сході Австралії. В своїй роботі використовує ресурс із річки Туллі, яка дренує східний схил Великого вододільного хребта і впадає у Кораллове море за 120 км на південь від міста Кернс.
На одній із ділянок, прориваючись через ущелину Tully Gorge, річка має падіння біля 450 метрів на ділянці в 4 км (Tully Falls). Це вирішили використати для створення гідроенергетичної схеми, для чого звели перед початком Tully Falls невелику водозабірну греблю. Від неї ресурс по дериваційному тунелю подається через правобережний гірський масив до розташованого за 1,5 км машинного залу. Остання споруда розміщена просто на березі Туллі, яка в ущелині описує вигнуту на північний захід дугу.
Основне обладнання станції становлять чотири турбіни типу Пелтон. Первісно вони мали потужність по 18 МВт, тоді як наразі цей показник збільшили до 21 МВт на гідроагрегат. За рік станція повинна виробляти 472 млн кВт-год електроенергії, що є доволі високим показником для Австралії з її посушливим кліматом. Такий результат досягається за рахунок спорудженого на десяток кілометрів вище по течії Туллі водосховища Koombooloomba. Цю водойму з площею поверхні 15,6 км2 і об'ємом 205 млн м3 утримує комбінована (бетонна гравітаційна + кам'яно-накидна) гребля висотою 40 метрів та довжиною 399 метрів.
Можливо також відзначити, що у 1999 році при греблі Koombooloomba відкрили власну малу ГЕС потужністю 7,3 МВт.